# Amaranthe
Az Amaranthe egy svéd power/heavy metal/metalcore/melodikus death metal együttes. A tagok szerint zenéjük a "dance metal" stílusba is sorolható, de hangzásviláguk leginkább a metalcore hangzásra hasonlít. 2008-ban alakultak Göteborgban, eredetileg Avalanche néven. Lemezeiket a Universal Music Group, Spinefarm Records kiadók jelentetik meg. Legelőször egy demót dobtak piacra, még karrierjük kezdetén, legelső nagylemezüket 2011-ben adták ki. Magyarországon legelőször 2013-ban koncerteztek, a legendás finn power metal együttes, a Stratovarius vendégeként. A két zenekar a Club 202-ben játszott. Másodszor 2015-ben járták meg hazánkat, szintén a Club 202-ben léptek fel. 2016-ban harmadszor is eljutottak Magyarországra, ekkor az új albumuk reklámozása érdekében léptek fel nálunk. Az Amaranthe ez alkalommal a Barba Negra Music Clubban lépett fel. 2017 októberében negyedszer is koncerteztek itthon, a népszerű Eluveitie vendégeként.

## Tagok
- Olof Mörck – billentyűk, gitár (2008-)
- Elize Ryd – női tiszta éneklés (2008-)
- Morten Lowe Sorensen – dob (2009-)
- Johan Andreassen – basszusgitár (2010-)
- Henrik Englund Wilhelmsson – "kemény" éneklés (2013-2022)
- Nils Molin – férfi tiszta éneklés (2017-)

## Diszkográfia

### Stúdióalbumok
- Amaranthe (2011)
- The Nexus (2013)
- Massive Addictive (2014)
- Maximalism (2016)
- Helix (2018)
- Manifest (2020)
- The Catalyst (2024)